# Rune Hansen
 Der er for få eller ingen kildehenvisninger i denne artikel, hvilket er et problem. Du kan hjælpe ved at angive troværdige kilder til de påstande, som fremføres i artiklen.

Rune Hansen (født 6. april 1985) er en dansk fodboldspiller, som i øjeblikket er uden klub. Han spillede senest som central-forsvar hos Sandefjord Fotball. Han blev hentet til Sandefjord Fotball i 2008-sæsonen, efter at have spillet for VfL Wolfsburg II. Rune spillede i sin ungdom for AGF.

## Eksterne links
- Sandefjord Fotball.no – Spillerens profil (Webside ikke længere tilgængelig)